# Pebete

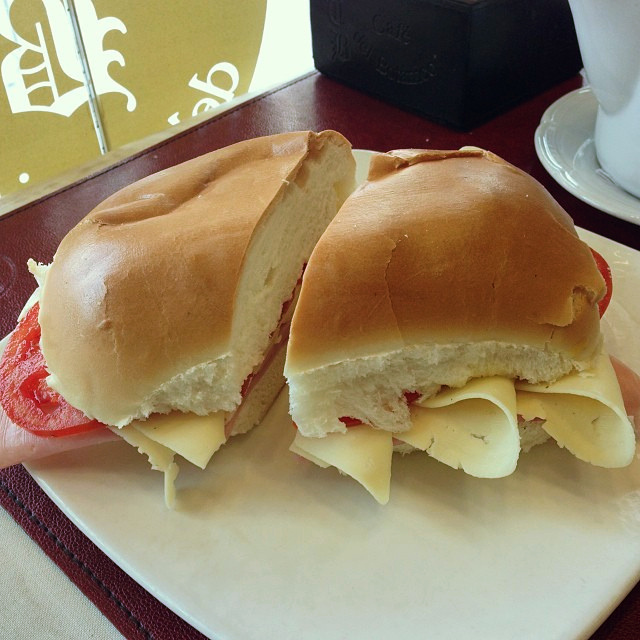
Pebete de jamón, queso y tomate

El pebete es un pequeño pan típico de la gastronomía argentina , paraguaya y uruguaya, también denominado pan de pebete o pan de Viena. Es de forma ovalada, corteza tostada y fina, miga esponjosa y se lo elabora con harina de trigo candeal. Es desconocido el origen de su nombre, pero se ha popularizado la teoría de que viene de pan blanco tostado (PBT), también es probable que la etimología de la palabra radique en el Catalán Pevet, que significa "piecito", o del término lunfardo "pebete" (de pibe) ya que se cuenta que el pebete, debido a su ternura, era el sándwich favorito de los más chicos.
Un sándwich de pebete, generalmente de jamón y queso o de salame y queso, en ambos casos frecuentemente aderezado con mayonesa, también se denomina así, generalmente seguido por el relleno: pebete de jamón y queso. Se los vende ya preparados en quioscos de golosinas.